# Thivencelle
Thivencelle is een gemeente in het Franse Noorderdepartement (Frans: département du Nord) (regio Hauts-de-France). De gemeente telde op 1 januari 2022 820 inwoners en maakt deel uit van het arrondissement Valenciennes.

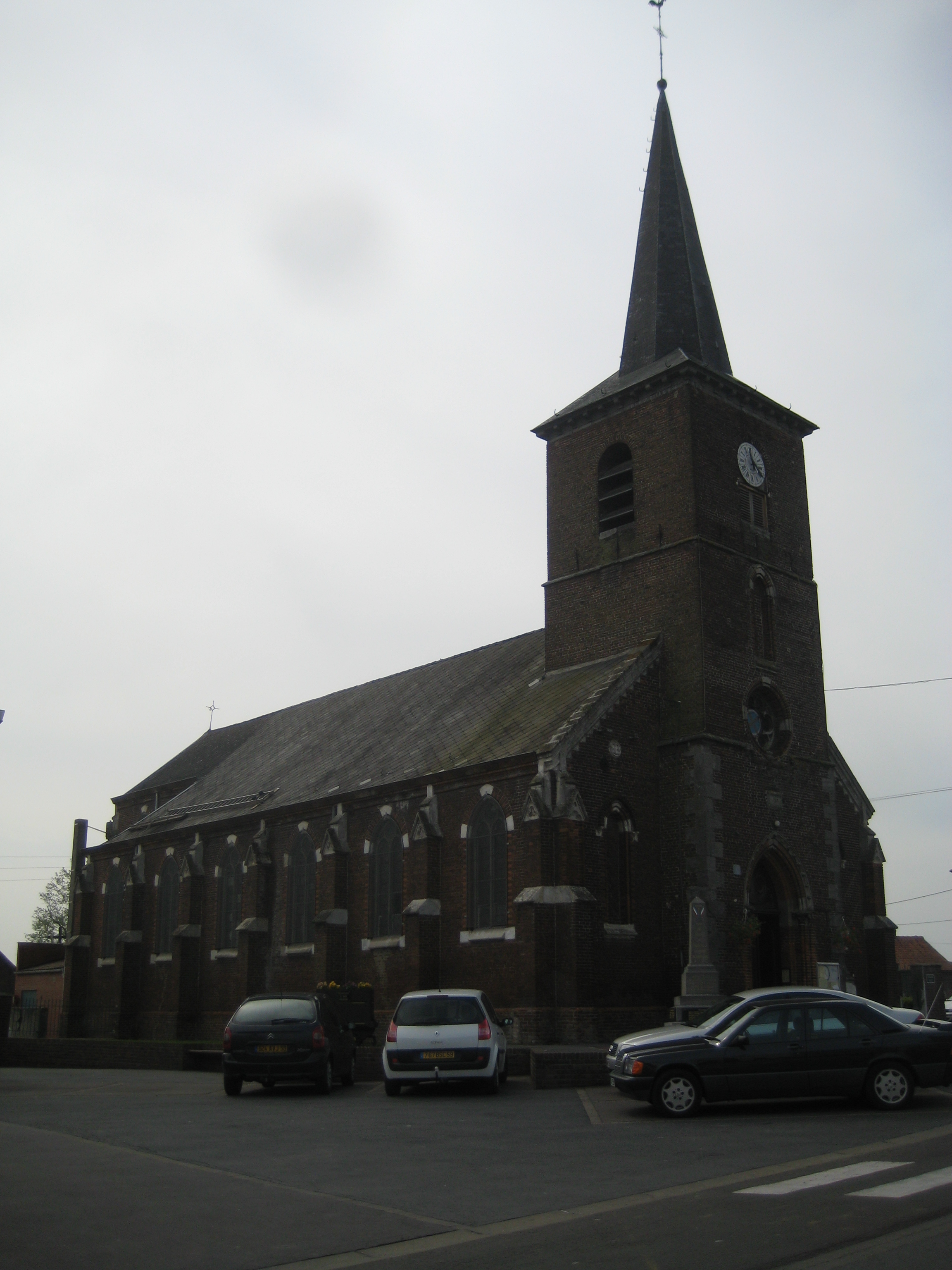
Église Notre-Dame de l'Assomption

## Geschiedenis

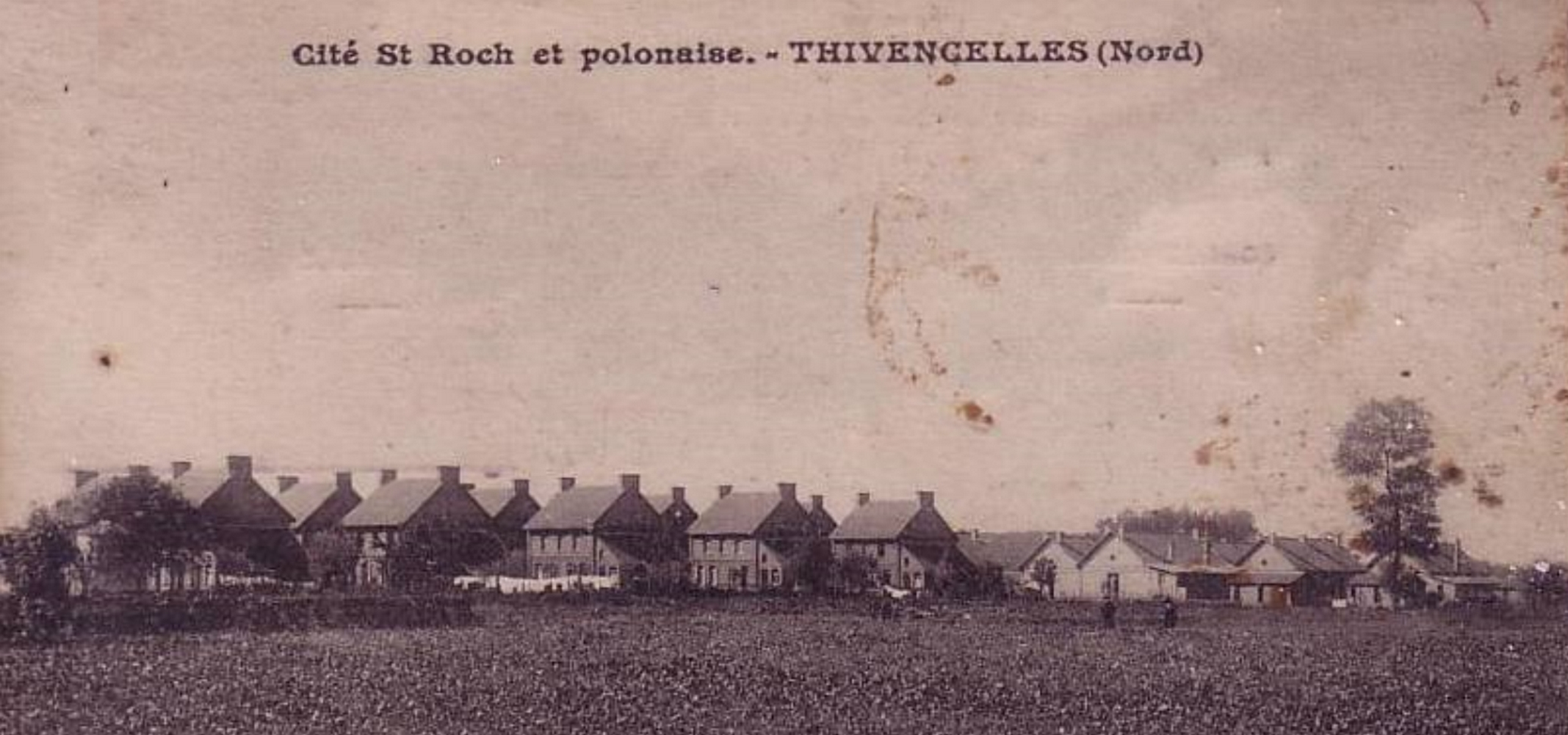
Mijnwerkerscité Saint Roch tussen 1920 en 1930

De plaats bevindt zich in het steenkoolbekken van Nord-Pas-de-Calais. In de 19de eeuw werden verschillende mijnputten geopend in Thivencelle.

## Geografie
De oppervlakte van Thivencelle bedroeg op 1 januari 2022 4,03 vierkante kilometer; de bevolkingsdichtheid was toen 203,5 inwoners per km².

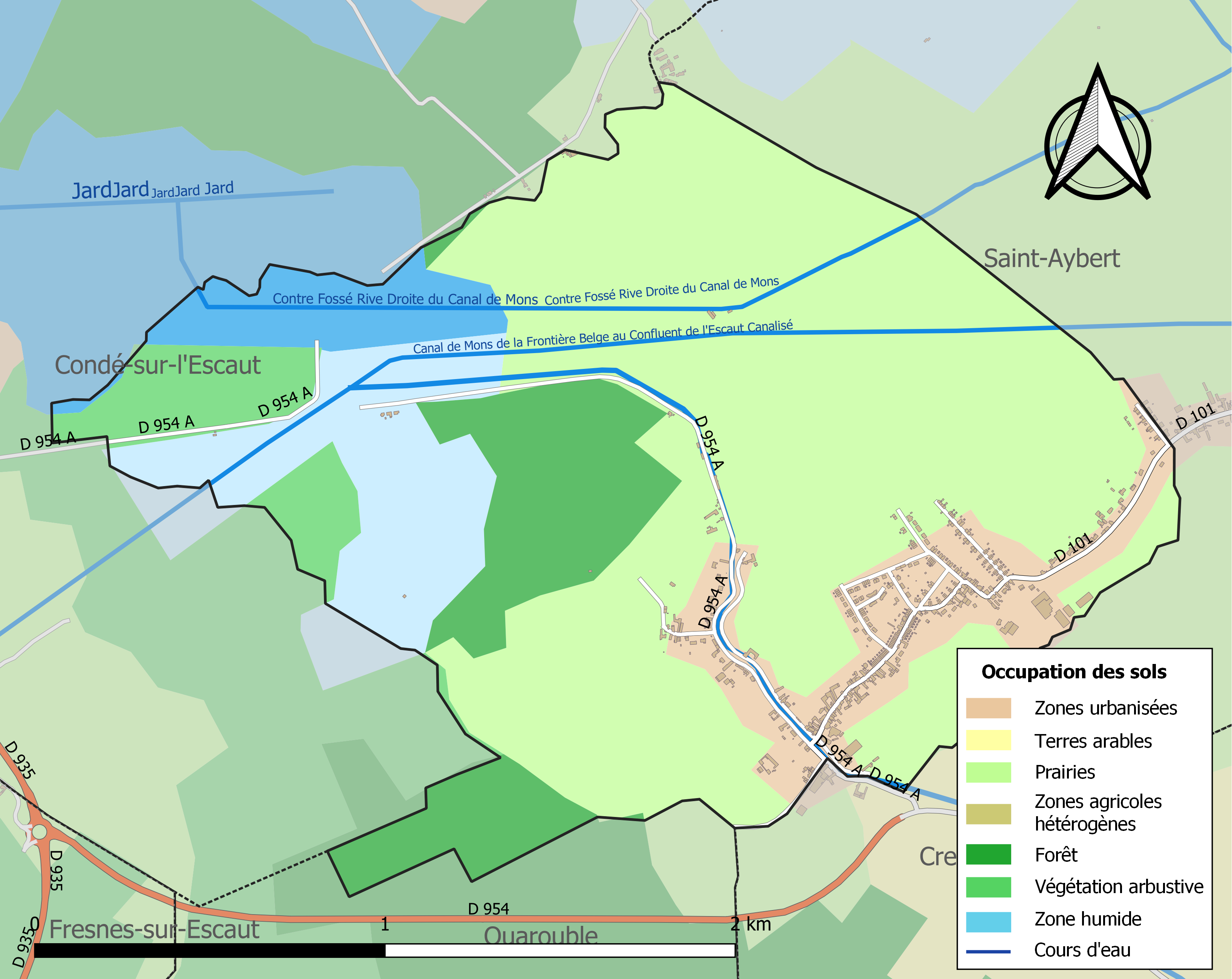
Kaart van de gemeente met belangrijkste infrastructuur, bodemgebruik en omliggende gemeenten

## Bezienswaardigheden
- De Onze-Lieve-Vrouw-Hemelvaartkerk (Église Notre-Dame de l'Assomption) is een neogotisch kerkgebouw van 1855-1859, naar ontwerp van Charles Leroy.
- Op het kerkhof van Thivencelle bevinden zich twee Britse oorlogsgraven uit de Eerste Wereldoorlog.

## Natuur en landschap
Door het dorp loopt het riviertje de Hogneau, dat in België de naam Grande Honnelle draagt. De gemeente wordt doorsneden door het Kanaal Pommerœul-Condé. Een deel van het Étang de Chabaud-Latour ligt in Thivencelle. De hoogte aan de kerk bedraagt 21 meter.

## Demografie
Onderstaande figuur toont het verloop van het inwonertal (bron: INSEE-tellingen).

## Geboren
- Ed Belski (1924-2011), voetballer

## Nabijgelegen kernen
Saint-Aybert, Crespin, Condé-sur-l'Escaut